# 馮志堅
馮志堅（英語：Fung Chi-kin，1949年6月9日—），香港協進聯盟成員。金銀業貿易場永遠名譽會長、上海黃金交易所國際顧問及馮志堅顧問有限公司董事。1995年至1997年任港事顧問。1998年至2000年任香港立法會金融服務界功能界別議員。